# Torsjö
Torsjö är en herrgård i Solberga socken i Skurups kommun i Skåne.

## Historia
Torsjö tillhörde i omkring 100 år (1470-1575) släkten Oxe. Det innehades sedan av medlemmar av släkterna Gyllenstierna, Coyet, Lewenhaupt, von der Lancken och Hamilton. Det såldes 1829 till greve Magnus Albert Stenbock. Till honom testamenterade prinsessan Sofia Albertina alla sina lösören, däribland det bibliotek och de konstskatter, som sedan prydde Torsjö. Där fanns samtidigt det på den tiden största enskilda arkivet i Sverige. Det innehöll huvudsakligen Bengt Oxenstiernas och hans förfäders samt Gustaf Otto Stenbocks och hans son Magnus Stenbocks brev och papper. Sedan Torsjö 1868 gått ur släkten Stenbock, såldes arkivet till friherre Carl Jedvard Bonde på Ericsbergs slott. Torsjö såldes 1944 till Albin Alwén på Dybäcks slott. Det ägs idag av hans barnbarn.